# Nancy (Calder)
Nancy és una escultura cinètica (mòbil) de l'escultor estatunidenc Alexander Calder (1898–1976), creada l'any 1971. Està situada a la ciutat de Palma a l'illa de Маllorca, Espanya, a l'Hort del Rei, prop del Palau de l'Almudaina.
L'escultura va ser part d'una exposició d'obres de Calder que va tenir lloc entre els mesos de setembre i octubre de 1972 a la Sala Pelaires de Palma. L'amistat que mantenia l'artista americà amb el català Joan Miró (1893-1983) va tenir un paper molt important en l'organització d'aquesta exposició. Els dos artistes es van conèixer i es van fer amics el 1928, quan vivien i treballaven a París.
Miró va encarregar al seu amic Calder l'escultura per presentar-li a l'alcalde de Palma el 1973, però l'Ajuntament no hi va estar d'acord a acceptar-la com a regal, ja que si ho feien, haurien de pagar una gran suma en drets de duana i impostos espacials. Més tard, a Madrid, l'obra es va classificar com un objecte de Patrimoni Nacional, alliberant així l'escultura dels impostos. Finalment, el 14 de febrer de 1974, l'Ajuntament de Palma el va acabar acceptant com a regal.
Calder volia que el seu mòbil fos instal·lat al Parc de Mar, entre la catedral i el mar, per tal que el vent fes moure l'escultura. Però l'Ajuntament de Palma va decidir instal·lar-lo a l' Hort del Rei (on va ser del 1974 al 1985). L'any 1994 va ser restaurat per vandalisme.